# Lithobates palustris
Lithobates palustris är en groddjursart som först beskrevs av John Lawrence LeConte 1825.  Lithobates palustris ingår i släktet Lithobates och familjen egentliga grodor. IUCN kategoriserar arten globalt som livskraftig. Inga underarter finns listade i Catalogue of Life.